# 亚历山大·涅夫斯基教堂 (维尔纽斯)

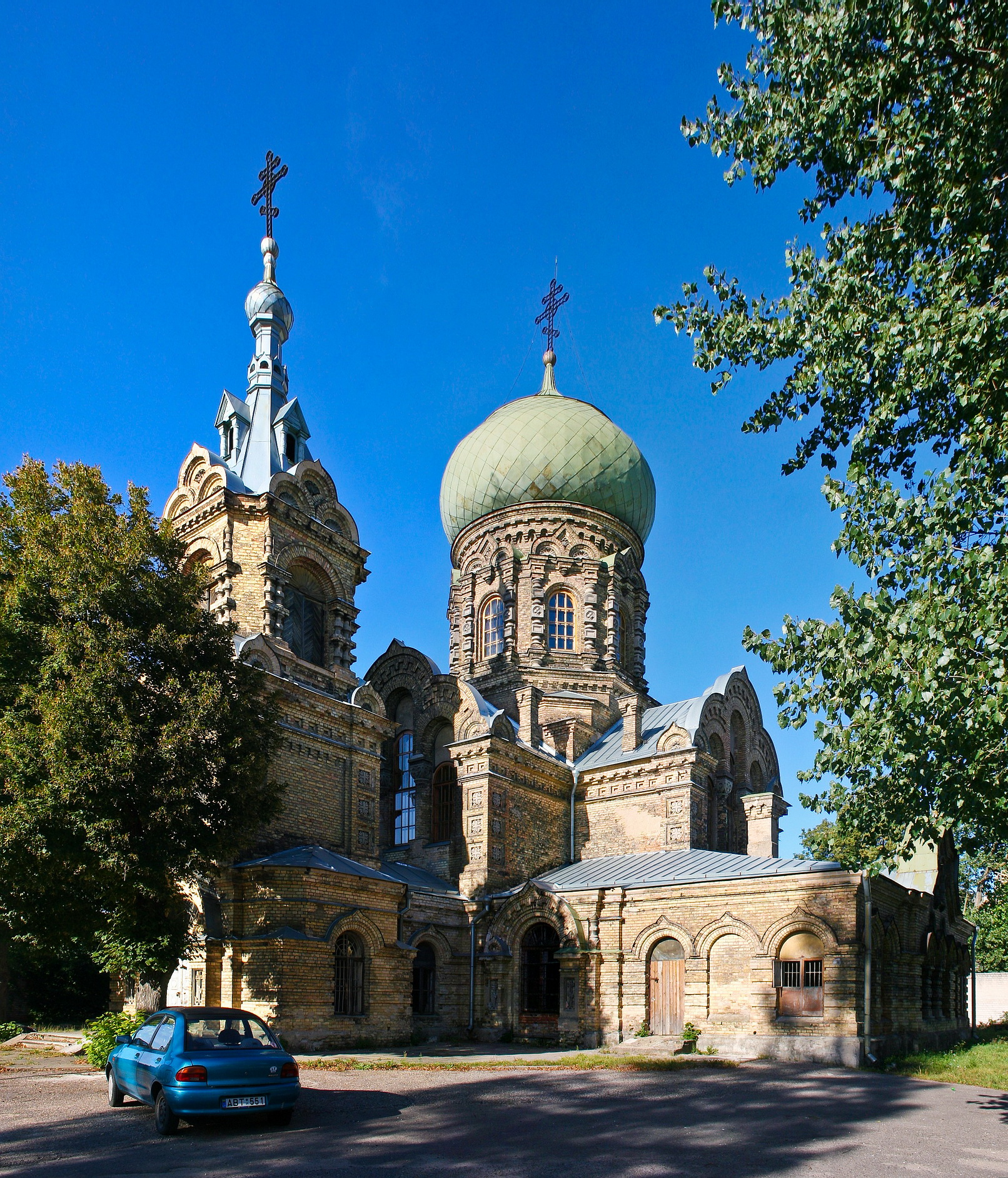

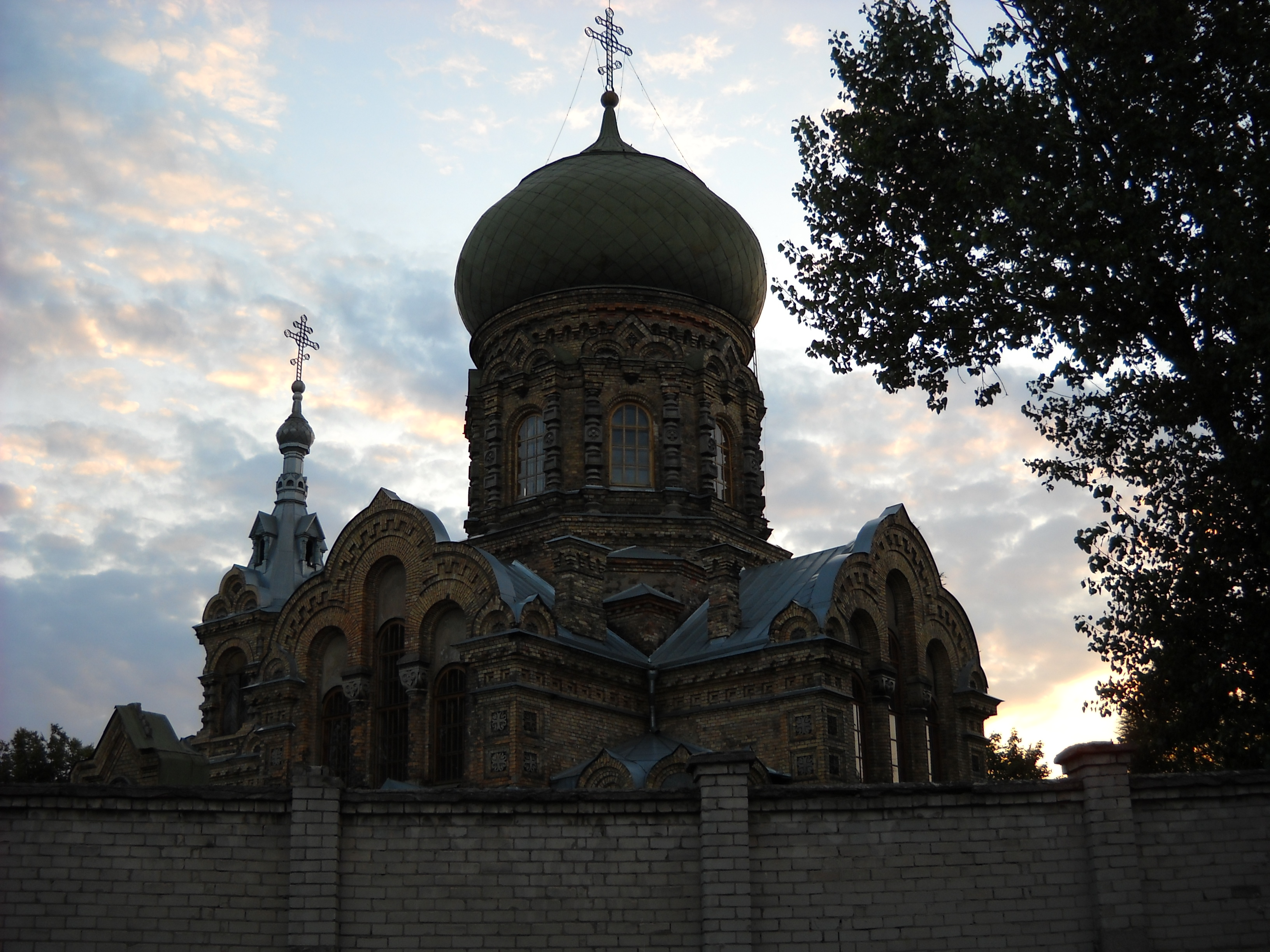

亚历山大·涅夫斯基教堂 (Saint Alexander Nevsky Church）是立陶宛维尔纽斯的一个东正教教堂，供奉亚历山大·涅夫斯基。

## 历史
该堂建于1896-1898年，为新拜占庭风格，由建筑师M. Prozorov设计。第一次世界大战期间，该市其他东正教堂关闭，该堂成为该市唯一的东正教堂。1944年维尔纽斯遭受轰炸，该堂几乎完全被毁。修女们重建了教堂，在1951年重新祝圣。1959年6月，苏联政府宣布关闭亚历山大·涅夫斯基教堂和修道院，将其改为仓库。1991年苏联解体后，该堂归还给俄罗斯正教会，但由于内部破坏，无力修复，该堂空置多年。直到2012年12月才恢复开放。